# Alena (geslacht)
Alena is een geslacht van kameelhalsvliegen uit de familie van de Raphidiidae.
Alena werd voor het eerst wetenschappelijk beschreven door Navás in 1916.

## Soorten
Het geslacht Alena omvat de volgende soorten:
- Ondergeslacht Alena:
  - Alena (Alena) distincta (Banks, 1911)
- Ondergeslacht Aztekoraphidia:
  - Alena (Aztekoraphidia) australis (Banks, 1895)
  - Alena (Aztekoraphidia) caudata (Navás, 1914)
  - Alena (Aztekoraphidia) horstaspoecki U. Aspöck & Contreras-Ramos, 2004
  - Alena (Aztekoraphidia) infundibulata U. Aspöck et al., 1994
  - Alena (Aztekoraphidia) minuta (Banks, 1903)
  - Alena (Aztekoraphidia) schremmeri U. Aspöck et al., 1994
  - Alena (Aztekoraphidia) tenochtitlana (U. Aspöck & H. Aspöck, 1978)
- Ondergeslacht Mexicoraphidia:
  - Alena (Mexicoraphidia) americana (Carpenter, 1959)